# Ла-Реоль
Ла-Реоль (фр. La Réole, гасконск. La Rèula, L’Arrèula) — город во Франции.

## География
Город Ла-Реоль находится на юго-западе Франции, на территории департамента Жиронда региона Аквитания. Административный центр одноимённого кантона. Ла-Реоль лежит на обоих берегах реки Гаронна, городской центр — на её правом берегу. Расположенные на левом берегу реки кварталы в особенности подвержены опасности наводнения при разливах Гаронны (1835, 1855, 1875, 1879, 1918, 1927, 1930, 1981, 2006 и 2009). Ла-Реоль расположен в 62 километрах юго-восточнее Бордо.
Через город проходит железнодорожная линия Бордо-Сет.

## История
Название города происходит от латинского Regula Benedicti, так как эта местность в 977 году была передана бенедиктинскому аббатству Флёри для создания поселения. В 1793 году, после Великой французской революции городок получил права коммуны, а в 1801 здесь было введено коммунальное самоуправление.

## Население
| Год  | Численность | Численность |
| ---- | ----------- | ----------- |
| 1968 | 4945        | [ 5 ]       |
| 1975 | 5016        | [ 5 ]       |
| 1982 | 4414        | [ 5 ]       |
| 1990 | 4273        | [ 5 ]       |
| 1999 | 4187        | [ 5 ]       |
| 2006 | 4212        | [ 5 ]       |
| 2011 | 4178        | [ 5 ]       |
| 2013 | 4092        |             |
| 2015 | 4173        | [ 6 ]       |
| 2016 | 4367        | [ 7 ]       |
| 2017 | 4356        | [ 8 ]       |
| 2018 | 4355        | [ 9 ]       |
| 2019 | 4355        | [ 10 ]      |
| 2020 | 4351        | [ 11 ]      |
| 2021 | 4396        | [ 12 ]      |
| 2022 | 4441        | [ 3 ]       |

## Города-побратимы
- Оливейра-ду-Дору, Португалия
- Сачиле, Италия